# Ryan McCormack
Ryan McCormack (New York, 27 maggio 1979) è un ex cestista statunitense con cittadinanza italiana.